# Eau enrichie en hydrogène
 (août 2025).
L'eau enrichie en hydrogène ou eau hydrogénée (en anglais : hydrogen-rich water, abrégé HRW) est l'une des approches thérapeutiques nouvelles, proposée comme antioxydant capable de neutraliser les radicaux libres, nocifs, dans ou sur le corps humain. Elle se montre significativement capable de diminuer le stress oxydatif, par des voies anti-inflammatoires et anti-apoptotiques.
Les traitements par l'hydrogène (gazeux ou dissous dans de l'eau) suscitent — en raison de résultats préliminaires et d'essais et des études cliniques encourageants — un intérêt croissant du monde de la recherche. En Effet, diverses études ont conclu (sur le modèle animal, puis chez l'humain) que l'eau hydrogénée pouvait — même à de faibles concentrations — améliorer la capacité d'exercice physique et l'endurance ; la fonction hépatique ; la santé mentale ; la réponse immunitaire au virus du Covid-19, diminuer le risque de maladies cardiovasculaires et améliorer la résilience à une anoxie (ischémie) en réduisant l'inflammation et en protégeant les circuits neuronaux), avec, aussi, des effets intéressant le domaine de la recherche anti-âge. Les chercheurs doivent encore expérimenter cette eau sur des échantillons de plus grande taille, et sur un plus long terme, et avec des méthodologies rigoureuses, pour confirmer l'innocuité du traitement, et mieux comprendre l'intérêt de l'eau hydrogénée comme approche thérapeutique d'appoint. Les recherches actuelles explorent les mécanismes pouvant expliquer les effets observés de l'eau enrichie en hydrogène.

## Définition
L'eau hydrogénée est généralement une eau ordinaire enrichie en hydrogène gazeux moléculaire (H2), soit en y dissolvant de l'hydrogène gazeux moléculaire dans de l'eau sous une pression, de manière à produire une solution sursaturée.
Les molécules d'hydrogène sont si petites, qu'elles s'insèrent aisément dans l'eau où elles se dissolvent durant un certain temps, et H2 a « une pharmacocinétique exceptionnelle, traversant rapidement les biomembranes cellulaires pour accéder aux organites subcellulaires régulant indirectement les hormones et les cytokines par diverses voies de transduction du signal ».
De l'eau hydrogénée peut être créée selon le besoin, d'une manière simple, par la réaction d'hydrolyse qui se produit quand de la poudre ou du fil ou des tiges de magnésium métallique entre en contact avec l'eau, notent Dhillon et ses collègues (2024), et cette eau a alors probablement un effet de réduction de la mortalité cardiovasculaires et cérébrovasculaires supplémentaire, car elle est enrichie en magnésium (on sait que le magnésium diminue la glycémie dans le foie du rat en interférant avec la voie de la gluconéogenèse). Cette réaction produit de l'hydrogène gazeux (H2) et de l'hydroxyde de magnésium (Mg(OH)₂), qui précipite sous forme solide. Une acidification légère de l'eau, par un acide faible, comme du vinaigre ou du jus de citron, peut accélérer la réaction en réduisant la formation de Mg(OH)₂ qui tend à inhiber la production d'hydrogène. Un léger chauffage de l'eau favorise aussi la réaction.

## Histoire
En 2007, au Japon, une étude, publiée par Shigeo Ohta et ses collègues, dans la revue Nature Medicine, est la première à démontrer (chez le rat de laboratoire) que l'hydrogène moléculaire (H2) a des propriétés antioxydantes sélectives, lui permettant notamment de sélectivement neutraliser les radicaux libres hydroxyles (OH•), qui sont parmi les plus toxiques pour les cellules, tout en préservant d'autres espèces réactives (ROS) qui sont elles nécessaires au bon fonctionnement intracellulaire (en tant que messagers intracellulaires durant la croissance et la différenciation cellulaires). Les auteurs ont expérimentalement endommagé le cerveau des rats par une ischémie-reperfusion qui consiste à priver temporairement le tissus cérébral de son flux sanguin (ischémie), avant de brutalement le rétablir (reperfusion), opération qui cause des lésions cellulaires importantes, notamment dues au stress oxydatif et à la réaction inflammatoire qui accompagnent la reperfusion,. L'inhalation d'hydrogène (H2) a efficacement réduit les lésions cérébrales ; l'hydrogène diffuse très rapidement à travers les membranes et peut ainsi atteindre et neutraliser les radicaux libres cytotoxiques (ROS). Les auteurs ont conclu à un potentiel antioxydant qui pourrait avoir des applications préventives et curatives,.
L'année suivante, Ohsawa et al. (2008), et chez l'humain, une étude teste, cette même année, les effets d'une boisson fonctionnelle expérimentalement produite en dissolvant de l'hydrogène gazeux dans de l'eau sous haute pression. Elle a été testée chez des patients atteints de diabète de type 2 ou d'intolérants au glucose. Des troubles médicaux courants comme l'hypertension, le diabète et l'athérosclérose sont associés au stress oxydatif. Bien que la taille de l'échantillon soit petite, la consommation d'eau enrichie en hydrogène semble présenter certains avantages dans la prévention du diabète de type 2.
Ce traitement a, depuis, attiré l'attention de diverses équipes de recherche dans le monde, en raison de ses avantages potentiels pour la santé, l'apport d'hydrogène (H2) par inhalation étant par ailleurs maintenant « largement considérée comme une méthode thérapeutique neuroprotectrice et antioxydante utile pour un patient hypoxique-ischémique », et ce « sans effets toxiques ».

## Intérêt thérapeutique
L'eau hydrogénée semble présenter de possibles bénéfices pour la santé humaine (pour diverses pathologies, y compris en santé mentale). C'est ce que concluent depuis plusieurs décennies des études basées sur le modèle animal et sur des humains : elle montre des effets antioxydants, anti-inflammatoires et anti-apoptotiques, dont se prévalent déjà des solutions commerciales.
Un essai contrôlé randomisé, en double aveugle a montré que l'eau enrichie en hydrogène diminue certaines réponses inflammatoires chez les adultes en bonne santé. Des tests de cytométrie en flux des CD4+, CD8+, CD11+, CD 14+ et CD 20+ ont montré un bénéfice chez des volontaires ayant consommé 1,5 L/jour d'eau riche en hydrogène, à la place de l'eau plate consommée par le groupe témoin : donné des résultats intéressants. Dans le groupe de l'eau riche en hydrogène, la : le taux de cellules CD14+ a diminuée.
Le risque de fibrose cardiaque, de maladies neuronales, de lésions hépatiques, de maladies radio-induites, de diabète et bien d'autres maladies semble aussi pouvoir être diminué.
Concernant l'effet de cette possible boisson thérapeutique sur le microbiote intestinal - après quelques études publiées à partir de 2018, toutes sur le modèle murin, sauf une (essai contrôlé randomisé sur l’homme) - un chercheur de l'université de Novi Sad, en Serbie, teste l'eau riche en hydrogène (HRW) comme possible boisson fonctionnelle. Il conclut qu'elle peut apporter de l'hydrogène gazeux bioactif dans l'estomac et jusque dans le tractus intestinal, où il peut effectivement induire une protection accrue de l’intégrité de la barrière intestinale et réguler positivement la flore intestinale bactérienne productrice de butyrate, en améliorant les cas de troubles du microbiote intestinal (moins de diarrhée, moins de perte de poids et de déshydratation par perte de liquide). L'auteur recommande toutefois d'encore considérer cette boisson comme expérimentale et ne la recommandent pas largement au grand public. Elle ne doit pas être classé comme prébiotique ou probiotique en raison du comportement complexe de H2 dans l’intestin, mais comme « hydrobiotique » visant à compenser/stabiliser les taux d'H2 dans l’intestin. Et on sait qu'un déséquilibre de l'Hhydrogène gazeux dans le métabolisme intestinal est associé à plusieurs pathologies chroniques (ex. : syndrome du côlon irritable (SCI, notamment caractérisé par une réduction de bactéries productrices d’hydrogène selon Pozuelo et al. en 2015), maladies inflammatoires chroniques de l'intestin (MICI), obésité et maladie de Parkinson,. Chez les patients atteints de SCI, avec une corrélation négative entre certains taxons bactériens (ex. : Bacteroides, Ruminococcus, Prevotella) et les symptômes digestifs tels que flatulences et douleurs abdominales.
Cette carence apparente en hydrogène endogène pourrait ouvrir la voie à l’utilisation de l’eau enrichie en hydrogène (HRW) comme intervention thérapeutique expérimentale, notamment dans les MICI. Des études précliniques sur modèle animal suggèrent en effet un effet protecteur de l’eau hydrogénée contre l’inflammation intestinale (Shen et al. 2017).
Une revue d'études récente, basée sur 30 de 590 études scientifiques (études de cohorte, études cas-témoins, essais cliniques ou études observationnelles avec groupe-témoin, informations cliniques ou physiopathologiques) ayant uniquement porté sur l'ingestion d'eau hydrogénée (et non sur les effets thérapeutiques de l'inhalation d'hydrogène gazeux et/ou de l'injection de solution saline riche en hydrogène.

## Protocole
L'eau enrichie en hydrogène est généralement ingérée, car son administration efficace par inhalation est réputée plus difficile (et l'hydrogène est un gaz explosif), et car elle est ainsi facile à produire et à transporter. Le taux sanguin de H2 atteint son pic en environ 10 minutes.
Elle peut être produite de plusieurs façons, par exemple via des comprimés générateurs d'hydrogène, des machines, des générateurs d'eau et des ioniseurs.

## Avantages pour l'exercice physique
L'activité physique est, de manière générale, encouragée pour ses bénéfices émotionnels, physiques et en santé mentale. Certains promoteurs de l'usage d'eau enrichie en hydrogène affirment que cette eau accroit le bénéfice physique de l'exercice (via des performances d'endurance et de récupération améliorés chez ceux qui boivent de l'eau hydrogénée avant l'exercice).
En 2023, les données sur ce sujet sont encore limitées et insuffisantes pour être concluantes, mais selon la revue d'étude de Gagandeep Dhillon et al. (2024), ces données sont encourageantes, probablement en atténuant l'effet des espèces réactives de l'oxygène (qui peuvent endommager les tissus et causer de la fatigue). Ainsi, selon vvvvv[Qui ?], des cyclistes ayant bu durant 7 jours de l'eau enrichie en nanobulles d'hydrogène améliorent leurs performances anaérobies (comparativement à un groupe témoin de cyclistes entraînés). Après l'exercice, le taux d'acide lactique était plus bas dans les muscles de ceux qui avaient bu l'eau enrichie en H2 et l'efficacité ventilatoire est améliorée. Selon cette même étude, la fatigue était réduite, et l'endurance améliorée dans les dernières étapes, lors de sprints répétés.
Certaines études n'ont cependant pas trouvé d'effets positifs clairs sur la fatigue : l'impact sur la fréquence cardiaque était minime selon une étude croisée randomisée, en double aveugle et contrôlée par placebo réalisée par Botek et al. Le cœur des coureurs les plus lents a battu plus lentement (-3,8 %), et chez eux l'endurance a été améliorées (de 1,3 %) après avoir bu avant la course 1680 ml d'eau enrichie en hydrogène, mais dans ce cas, l'effet sur les coureurs les plus rapides était dans cette étude légèrement dégradé (- 0,8 %), et leur performance globale n'était améliorée que de 0,1 %.
En fonction de la capacité de course de l'individu, l'effet de cette eau hydrogénée sur les performances pourrait donc varier.
Le stress oxydatif joue un rôle majeur dans le phénomène de l'inflammation. Une étude a en 2018 rapporté une expérience faite chez de jeunes joueuses chinoises de football de Suzhou. Celles qui avaient bu de l'eau enrichie en hydrogène durant 2 mois ont montré des changements dans les taux sériques de malondialdéhyde, d'interleukine-1, d'interleukine-6 et de facteur de nécrose tumorale α (TNF-α), avec une augmentation des niveaux sériques de superoxyde dismutase et de capacité antioxydante totale : et après 8 semaines :
- les taux sériques de malondialdéhyde étaient passés de 13,80 (± 3,33) à 12,69 (± 1,94) μM dans le groupe d'eau hydrogénée et de 16,67 ± 4,19 à 15,79 ± 3,07 μM dans le groupe témoin (p = 0,000) ;
- les niveaux d'interleukine-1 étaient passés de 29,32 (± 7,09) μM à 34,47 (± 6,22) μM dans le groupe d'eau enrichie en hydrogène et de 32,56 (± 7,61) à 42,94 (± 6,24) μM dans le groupe témoin (p = 0,002)[32] ;
- les taux d'interleukine-6 sont passés de 8,74 (± 2,57) à 12,37 (± 3,2) ng/L dans le groupe de l'eau enrichie en hydrogène et de 10,53 (± 1,62) ng/L à 24,88 (± 6,11) ng/L dans le groupe de l'eau enrichie en hydrogène après 8 semaines[32] ;
- les taux sériques de TNF-α sont passés de 49,46 (± 11,59) à 107,00 (± 13,89) μM dans le groupe de l'eau enrichie en hydrogèneet de 60,57 (± 10,09) à 132,24 (± 10,46) μM dans l'autre groupe[32] ;
- les taux de superoxyde dismutase ont diminué de 14,07 (± 1,91) à 13,69 (± 2,10) U/mL dans le groupe d'eau riche en hydrogène, tandis qu'ils ont diminué de 13,14 (± 2,18) à 13,01 (± 1,08) U/mL dans le groupe témoin[32].

D'autres études ont conclu qu'au niveau cellulaire, cette eau hydrogénée a des propriétés antioxydantes, anti-apoptotiques, cytoprotectrices et anti-inflammatoires, liée aux effets que l'hydrogène peut exercer sur les processus intracellulaires.
Selon Brandon et al. (2013), l'eau enrichie en hydrogène présente un intérêt clinique et semble pouvoir contribuer à traiter certaines maladies, dont notamment cardiovasculaires et neurodégénératives.
Selon Ostojic et al. (2014), chez les athlètes, cette eau peut aussi diminuer l'acidose induite par l'exercice, au profit d'une amélioration de la performance des muscles.

### Effet sur le stress oxydatif
Le stress oxydatif est reconnu être une cause fréquente et importante de maladies chroniques (liées au mode de vie et au vieillissement) et même du cancer. Les espèces réactives de l'oxygène sont générées dans le corps durant le processus de respiration cellulaire.
L'hydrogène diminue le stress oxydatif, et a un effet anti-inflammatoires et même anti-allergiques. L'hydrogène réduit les dommages oxydatifs produits entre les molécules biologiques et les radicaux hydroxyles, ce qui diminue le nombre et l'a gravité des lésions cellulaires et mitochondriales.
Même à des concentrations plus élevées, l'hydrogène moléculaire n'a pas de toxicité ni de cytotoxicité connues, ; il est par exemple utilisé à des doses bien plus importante dans le mélange gazeux des plongées profondes, et sous forme gazeux il est donné à des concentrations élevées, en l'inhalation, pour prévenir les thrombus de gaz artériels et prévenir le « mal de décompression ».

### Effet sur la santé cardiovasculaire
L'hydrogène moléculaire contrôle la transduction du signal et l'expression des gènes, supprimant les cytokines pro-inflammatoires et diminuant la production d'espèces réactives de l'oxygène.
Et il active le facteur de transcription antioxydant érythroïde 2 (Nrf2).
Selon Dhillon et al. (2024), même si l'hydrogène a des effets antioxydants, anti-inflammatoires et anti-apoptotiques, son mécanisme d'action précis est encore mal compris. Certaines données suggèrent que les légers effets hormétiques de l'hydrogène pourraient être responsables de ces avantages, mais des recherches supplémentaires sont encore nécessaires pour le confirmer.
Dans une petite étude sur 10 fumeurs et 10 non-fumeurs ayant bu de l'eau enrichie en hydrogène durant 10 semaines ; on observe une légère chute du taux de cholestérol qui laisse penser que cette eau pourrait contribuer à la gestion de l'hyperlipidémie, mais les auteurs notent que ces effets bénéfiques étaient meilleurs chez les fumeurs que chez les non-fumeurs et le taux de HDL-C ne changeait pas significativement. Les triglycérides sériques ont diminué chez les fumeurs (de 2,93 mM à 2,3 mM), mais il a augmenté chez les non-fumeurs (passant de 1,49 mM à 1,67 mM).
Le syndrome métabolique se caractérise par plusieurs facteurs de risque cardiométaboliques (dont l'obésité, la résistance à l'insuline, l'hypertension et la dyslipidémie ; et on sait que le stress oxydatif a un rôle clé dans son développement).
- Selon Song et al. (2013), l'eau enrichie en hydrogène pourrait diminuer les niveaux de LDL-C et d'apoB tout en améliorant la fonction HDL, avec un rôle préventif contre le syndrome métabolique[36], mais cela doit être confirmé par des études plus amples[6] ;
- En 2010, une autre étude[37], japonaise, a porté sur 20 patients atteints d'un syndrome métabolique. Ceux-ci ont, durant 8 semaines, bu de l'eau hydrogénée (1,5 à 2 L/jour) ; leur glycémie à jeun n'a pas changé, mais leur taux de superoxyde dismutase antioxydante (SOD, impliquée dans la défense antioxydante) a augmenté (+ 39 % en moyenne), alors que leur taux de substances réactives à l'acide thiobarbiturique (TBARS, un biomarqueur du stress oxydatif) chutait de 43 %. Les auteurs ont aussi constaté une hausse de 8 % du cholestérol HDL et une diminution de 13 % du rapport cholestérol total/HDL après 4 semaines[6],[37] ;
- Chez 60 autres personnes touchées par des indices de syndrome métabolique, un essai randomisé, en double aveugle, contrôlé par placebo, a donné des résultats qualifiés par Dhillon et al. (2024), d'« encourageants », cette fois avec de l'eau enrichie en hydrogène « à haute concentration (> 5,5 millimoles de H2 par jour) »[38]. Le traitement a ici diminué la glycémie et la cholestérolémie, amélioré l'hémoglobine sérique A1c, et diminué les biomarqueurs de l'inflammation. Les auteurs signalent aussi une amélioration du rapport taille-hanches et de l'indice de masse corporelle[38].
- Une autre étude a fait boire de l'eau enrichie en hydrogène, en plus des médicaments conventionnels, à des patients touchés par un syndrome d'angine instable (« angor instable », qui est une forme de « syndrome coronarien aigu », caractérisée par une douleur thoracique imprévisible, survenant souvent au repos, et pouvant indiquer un risque accru d'infarctus du myocarde. Leurs symptômes se sont améliorés[39] dans le groupe buvant de l'eau enrichie en hydrogène, avec aussi des changements positifs (par rapport à ceux du groupe témoin) des cholestérolémie et d'Apolipoprotéine B (ou ApoB, une protéine essentielle, impliquée dans le transport des lipides dans le sang, principalement associée aux lipoprotéines de basse densité (LDL, souvent dites « mauvais cholestérol », ainsi qu'à d'autres particules lipidiques athérogènes comme les VLDL et IDL)[38].
- Une étude, japonaise, publiée en 2020, a conclu à une amélioration significative (+ 25,4 %) de la fonction endothéliale des petites artères périphériques (ici testée dans le réseau vasculaire des doigts en l'occurrence) chez des personnes en bonne santé, après 2 semaines de consommation d'eau enrichie en hydrogène à 7 ppm ; les participants ont bu environ 500 ml de cette eau, immédiatement après l'ouverture de la bouteille, afin qu'ils puissent absorber environ 3,5 mg d'hydrogène), au profit de la santé cardiovasculaire ; l'amélioration était mesurée par l'indice d'hyperémie réactionnelle[40].

### Résilience post hypoxie-ischémie
Chez les nouveau-nés, un manque d’oxygène et de sang dans le cerveau (hypoxie-ischémie) peut provoquer des séquelles neurologique très graves. Une étude, publiée en 2019 par le Journal of Neuroinflammation, a montré qu’un traitement par solution saline enrichie en hydrogène a réduit et pour partie réparé les dommages cérébraux chez des souriceaux soumis à une hypoxie-ischémie, en calmant l’inflammation, en protégeant les connexions entre neurones (synapses), et en renforçant l'efficacité de certaines cellules immunitaires (microglies). Ces effets semblent liés à l’activation d’une molécule-clé (AMPK), qui aide les cellules à mieux résister au stress (quand on bloquait expérimentalement cette molécule, les effets positifs du traitement disparaissaient).

### Dans le cas de la Covid-19
Le virus responsable de la pandémie de Covid-19 a eu des effets susceptibles en partie contrés par les vertus anti-inflammatoire, antioxydante et anti-apoptotique de l'eau. Une étude a montré que ces vertus ont un effet positif qui reste observable après l'élimination de l'hydrogène du corps.
L'administration d'hydrogène a au moins inhibé la tempête de cytokines et diminué la résistance à l'inhalation chez les patients atteints d'une maladie légère à modérée. Selon Dhillon et al. (2024), en dépit de ces observations qui ont mis en avant 'hydrogène ait montré un potentiel au cours des dernières années, il est encore trop tôt pour conclure à son utilité.

## Eau hydrogénée et dialyse
On sait que le stress oxydatif contribue à plusieurs maladies rénales chroniques graves à mortelles. Des patients en dialyse chronique traités par apport d'eau enrichie en hydrogène ont vu leur taux d'azote uréique sanguin (BUN) et leur fonction rénale améliorés. De même leur fatigue (généralement attribuée au stress oxydatif) diminue durant l'hémodialyse, et même les autres jours.
L'hydrogène peut aussi améliorer les effets négatifs de l'exposition à certaines armes chimiques ou à des restes de munitions non-explosées.

## Effets sur le cancer
En 2022, une étude, publiée par Fereshteh et al. évoque des propriétés anticancéreuses, antioxydantes et sa capacité à diminuer le stress oxydatif, il pourrait potentiellement changer la donne à l'avenir. Une combinaison d'eau enrichie en hydrogène et de 5-fluorouracile (5-FU) a montré une amélioration de la taille de la tumeur, de la fibrose et de la teneur en collagène.
En 2023, une revue systématique sur l'effet de l'hydrogène moléculaire (H2) comme traitement d'appoint pour le traitement du cancer. Au total, 677 articles ont été examinés et 27 ont été sélectionnés pour l'examen final. Il a été noté que l'hydrogène avait un potentiel dans le traitement, le pronostic global, la qualité de vie et la réduction des tumeurs.

## Effets sur la santé mentale
Au XXe siècle, dans de nombreux pays, les acteurs de la santé mentale observent une hausse du nombre de dépression, de l'anxiété (éco-anxiété notamment) et d'autres formes de stress ont été observés dans la population générale de nombreux pays.
Une étude de 2017 a conclu que les sujets ayant bu de l'eau enrichie en hydrogène durant 4 semaines avaient amélioré leur humeur générale et diminué leur anxiété.
En 2022, une autre étude (avec placebo et psychothérapie, versus la même psychothérapie, mais avec consommation de 1500 ml d'eau enrichie en hydrogène par jour pendant 3 mois) a porté sur le trouble panique chez la femme. Dans cette étude, aucune différence significative entre le groupe témoin et le groupe de traitement n'est apparue, mais les auteurs ont noté une diminution significative des taux de cytokines pro-inflammatoires (IL-6, IL-1β, IL-12 et TNF-α) par rapport au groupe témoin : les taux d'IL-1β sont passés de 94,1 à 65,5, ceux d'IL-12 de 75,75 à 54,5, ceux d'IL-6 de 72,3 à 51,67 et ceux de TNF-α de 74,5 à 49,25. Cela pourrait avoir conduit à une amélioration de la santé physique et des douleurs corporelles.

## Effet sur le foie
Une étude (2013) a testé l'hypothèse d'un effet positif de l'eau hydrogénée chez des patients atteints d'hépatite B chronique, une maladie qui peut être fatale et est un problème santé mondial.

Les patients ayant bu 1 200 à 1 800 mL/jour d'eau hydrogénée, deux fois par jour, ont vu leur fonction hépatique améliorée et leur taux d'ADN viral diminuer. De même les indicateurs de stress oxydatif ont diminué.
La stéatose hépatique non alcoolique (ou SHNA, maladie du foie caractérisée par une accumulation excessive de graisse dans les cellules hépatiques, sans lien avec la consommation d'alcool) touche 25 % de la population. Elle peut être causée par l'inflammation, le stress oxydatif et une signalisation cellulaire aberrante.
- Une étude (2019) a montré que l'eau hydrogénée diminue l'accumulation de graisse dans le foie, avec donc, un usage potentiel comme traitement adjuvant pour la NAFLD légère à modérée[51].

- Lors d'une étude randomisée, en double aveugle et contrôlée par placebo, publiée en 2022, l'administration, durant 8 semaines, d'eau enrichie en hydrogène s'est montrée bénéfiques pour les 30 patients porteurs de cette maladie[52]. Les auteurs ont aussi noté une diminution de l'indice de masse corporelle et du poids (≈1 kg perdu dans le groupe de traitement, par rapport aux témoins)[52].

## Effet sur le vieillissement
Le vieillissement est l'un des facteurs connus de risque d'apparition ou d'aggravation de nombreuses maladies cardiovasculaires, neurodégénératives et de cancer.
Lutter contre ces maladies alors que dans de nombreux pays l'espérance de vie augmente permettrait d'aussi augmenter l'espérance de vie en bonne santé.
Une étude de 2021 a conclu, chez des personnes de plus de 70 ans, des deux sexes, que boire de l'eau enrichie en hydrogène durant 6 mois était inoffensif, et a eu un effet favorable sur plusieurs facteurs associés au vieillissement (douleur, métabolisme cérébral, force musculaire des membres inférieurs, notamment).
Une autre étude (2016) a conclu à un certain effet « anti-âge » sur les cellules endothéliales vasculaires, par la voie (Nrf2), même après une exposition, temporaire, à l'hydrogène.
Ce traitement, selon Dhillon et al. (2024) pourrait donc possiblement augmenter la longévité.
L'eau enrichie en hydrogène peut favoriser l'excrétion des toxines (du foie vers la bile, avant excrétion fécale) en améliorant les pompes d'efflux de Mrp2 et de la glycoprotéine P, deux protéines transmembranaires chargées d'excréter certaines molécules toxiques hors des cellules (y compris des molécules médicamenteuses parfois). La Mrp2 est principalement exprimée dans le pôle apical des hépatocytes, où elle joue un rôle clé dans l'excrétion de la bilirubine conjuguée dans les canalicules biliaires.
Selon Lin et al. (2021), une supplémentation protéinée permet à des personnes en bonne santé faisant des exercices d'endurance d'améliorer leurs performance et leur capacité aérobie, avec une prise de masse maigre. Une autre étude a montré qu'associer une stratégie glucidique à la suppléments en protéines réduit les dommages musculaires, mais sans améliorer la capacité d'endurance.
Cependant, on sait qu'un apport chroniquement élevé en protéines affecte la santé, avec notamment un risque accru de troubles rénaux, du métabolisme du calcium, de progression de maladies coronariennes et un risque accru de cancer.
Une étude s'est intéressée aux effets sur la cholestérolémie, chez 89 sportifs supplémentés en poudre de protéines (de lactosérum ou de caséine), d'une prise de boisson enrichie en hydrogène, durant 12 semaines : leur taux de cholestérol total a diminué de 7 % (par rapport au départ) dans le groupe des protéines de lactosérum (et de 9 % dans le groupe des protéines de lactosérum par rapport au groupe « caséine »). Les niveaux de LDL ont aussi diminué de 7 % dans le groupe lactosérum par rapport au départ, et l'eau hydrogénée semble avoir des effets antioxydants et anti-inflammatoires intéressants.

## Limitations
De nombreux facteurs semblent pouvoir limiter ou modifier l'effet thérapeutique de l'eau enrichie en hydrogène, dont en premier lieu le taux d'hydrogène dissous dans l'eau et son maintien dans le temps, deux facteurs en grande partie dépendant de la méthodes d'hydrogénation.
Comparer les résultats d'études existantes est compliqué par le fait que ce taux a varié selon les études, et par le fait que nombre de ces études ont été faites sur des animaux, et/ou ont porté sur un bas nombre d'individus, ce qui diminue la puissance statistique de la Recherche et empêche toute généralisation des résultats.
Aux États-Unis, Dhillon et al. notent aussi, dans leur revue d'études faite en 2023 et publiée en 2024, que la plupart des études disponible en 2024 n'ont parté que sur des effets de court terme, certaines n'ayant en outre pas de groupe témoin placebo. Enfin certaines études financées par des organisations s'intéressant aux produits de l'eau enrichie en hydrogène doivent être confirmées par de travaux indépendants pour éviter les conflits d'intérêts.

## Prospective
L'eau enrichie en hydrogène (HRW) a durant une vingtaine d'années montré de nombreux indices d'effets possibles ou encourageants. C'est notamment le cas pour ses propriétés anticancéreuses, anti-âge, anti-oxydative, et pour ses bénéfices potentiels en matière d'endurance et de résilience physique, pour son intérêt contre les maladies cardiovasculaires, hépatiques, pour la santé mentale, de stress oxydatif et même de Covid-19 va probablement encore faire l'objet de recherches et d'un intérêt croissant dans les milieux scientifiques et médicaux. De plus, elle est aussi considérée comme sûre, sans effets secondaires ou minimes.
Toutefois, ces effets restent à confirmer par des études approfondies.
Selon Dhillon et al. (2024), les résultats préliminaires obtenus depuis 2008 sont encourageants. D'après les données disponibles en 2024, la principale cible moléculaire de l'hydrogène semble être la Fe-porphyrine et ses principales cibles intracellulaires seraient les mitochondries, où il a été démontré que la Fe-porphyrine oxydée est responsable de la destruction par l'hydrogène des espèces réactives de l'oxygène (la Fe-porphyrine corrige le flux d'électrons dans les états désordonnés.
L'eau enrichie en hydrogène conduit aussi à activer la Nrf2, dont on connait l'impact positif sur la santé cardiovasculaire et qui a aussi un effet anti-âge.
Pour Dhillon et al. (2024) , des études rigoureuses et bien conçues, impliquant des essais cliniques à grande échelle et sur le long terme sont encore nécessaires pour solidement valider les résultats disponibles, et pour optimiser une éventuelle utilisation clinique assorties de recommandations scientifiques.
En 2024, Fa Lin et al. annoncent un essai d'utilisation de l'inhalation d'un mélange hydrogène-oxygène pour limiter les lésions cérébrales précoces liées à une hémorragie méningée de type sous-arachnoïdienne anévrismale (aSAH), en évaluant l'effet de l'apport l'hydrogène au cerveau sur l'ischémie cérébrale retardée et sur le vasospasme. L'étude étant monocentrique, une validation externe sera ensuite nécessaire pour confirmer ses bénéfices à long terme.
La biologie quantique devrait permettre d'expliciter le rôle exact de l'hydrogène moléculaire dans les mitochondries.